# Aislante Kondo

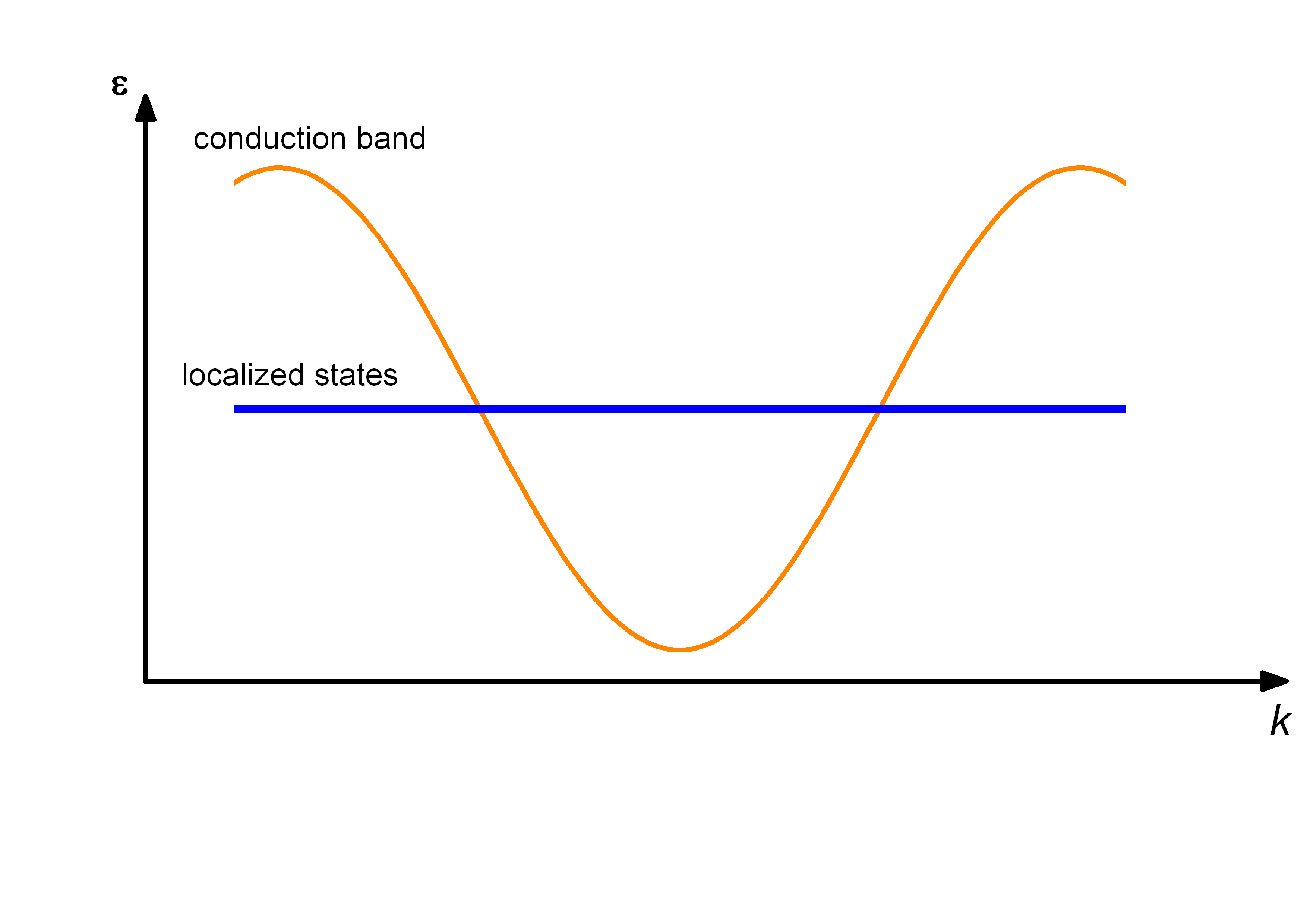
Relación de dispersión de banda de conducción y los estados localizados.

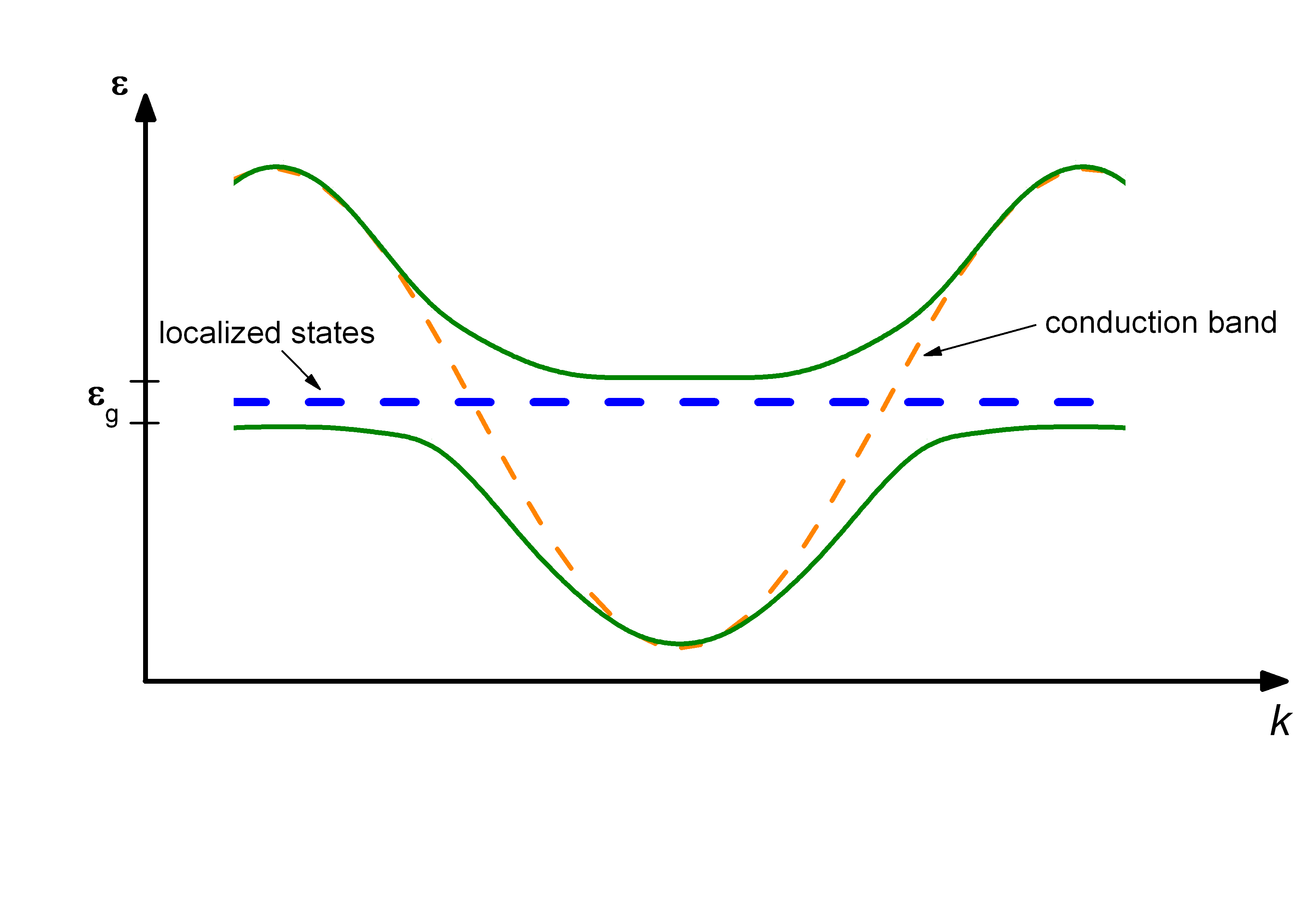
Hibridación y formación de una brecha de energía indirecta (hibridación) debido a la detección coherente Kondo de los momentos locales por el mar de electrones de conducción.

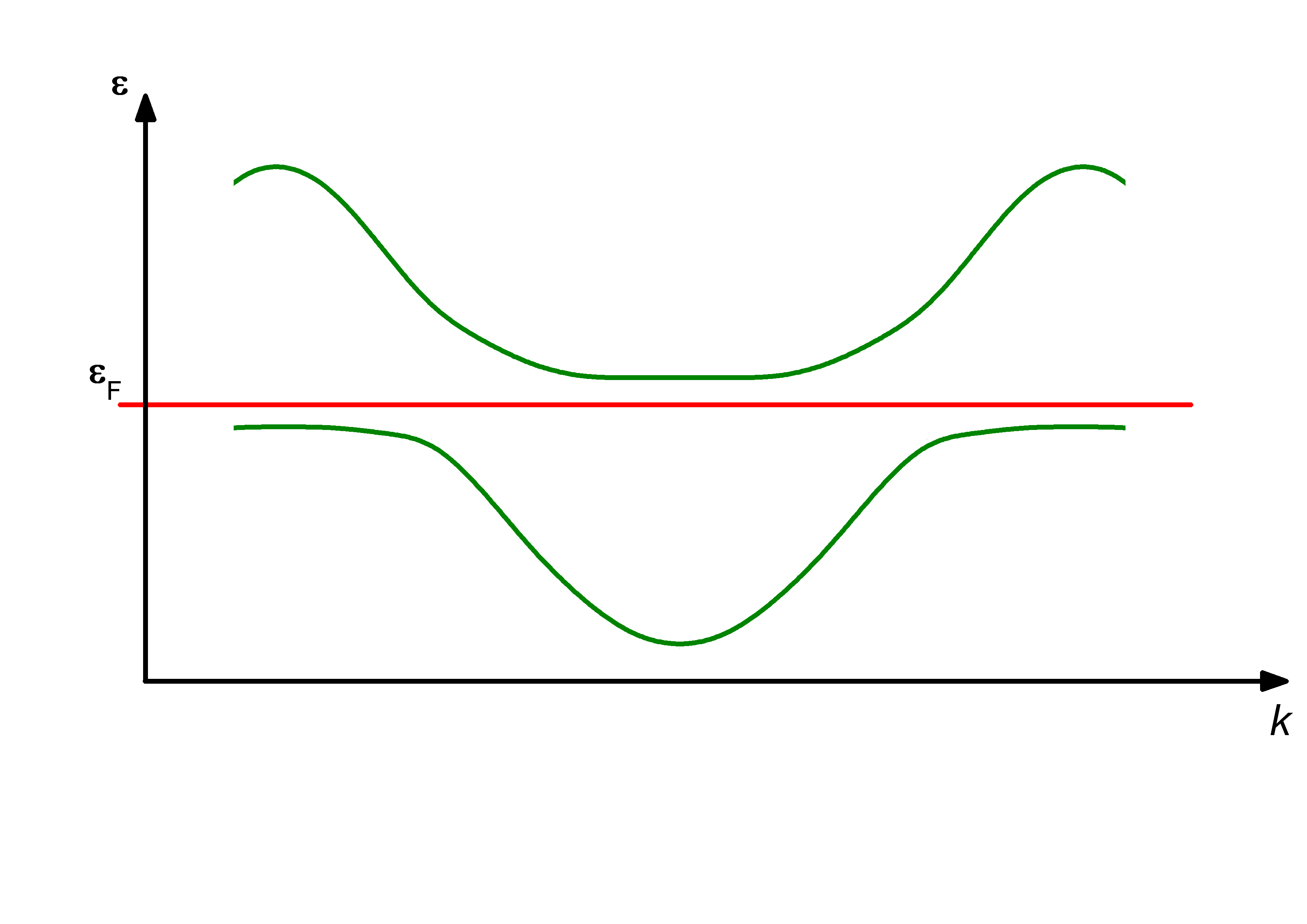
En caso de aisladores Kondo, el nivel Fermi (potencial químico) se encuentra en la diferencia de hibridación.

En física del estado sólido, los aislantes Kondo (también denominados semiconductores de fermiones pesados y semiconductores Kondo) se entienden como materiales con electrones fuertemente correlacionados, que abren un espacio de banda prohibida (en el orden de 10 meV) a temperaturas bajas con el falso potencial químico en la diferencia, mientras que en los fermiones pesados el potencial químico se encuentra en la banda de conducción. La banda prohibida se abre a bajas temperaturas debido a la hibridación de los electrones localizados (en su mayoría f-electrones) con los electrones de conducción, un efecto de correlación conocido como efecto Kondo. Como consecuencia, una transición desde comportamiento metálico al comportamiento aislante se observa en las mediciones de resistividad. La banda prohibida podría ser directa o indirecta. Los aisladores Kondo más estudiados son el FeSi, Ce3Bi4Pt3, SmB6, YbB12 y CeNiSn.

## Reseña histórica
En 1969, Menth et al encontró que no había orden magnético alguno en el SmB6 a 0.35 K y un cambio de comportamiento metálico a aislante en la medición de la resistividad con la disminución de la temperatura. Interpretaron este fenómeno como un cambio de la configuración electrónica del samario.
En 1992, Gabriel Aeppli y Zachary Fisk encontraron una forma descriptiva para explicar las propiedades físicas del Ce3Bi4Pt3 y CeNiSn. Llamaron a los materiales «aislantes Kondo», mostrando un comportamiento de enrejado Kondo cerca de la temperatura ambiente, pero cada vez más semiconductivo con muy pequeñas huecos de energía (de unos pocos Kelvin a unas cuantas decenas de Kelvin) al disminuir la temperatura.

## Propiedades de transporte
Los localizados f-electrones a altas temperaturas forman momentos magnéticos locales independientes. De acuerdo a efecto Kondo, la resistividad DC de los aisladores Kondo muestra una temperatura logarítmica dependente. A bajas temperaturas, los momentos magnéticos locales se proyectan por el mar de electrones de conducción, formando la llamada resonancia Kondo. 
La interacción de la banda de conducción con el orbitales f resulta en una hibridación y una diferencia de energía  {\displaystyle \epsilon _{\mathrm {g} }}. Si el potencial químico se encuentra en la brecha de la hibridación, un comportamiento aislante puede verse en la resistividad DC a bajas temperaturas.